# Liste des cours d'eau de l'Hérault
Pour un article plus général, voir Géographie de l'Hérault.
Liste des fleuves, rivières et autres cours d'eau qui parcourent en partie ou en totalité le département de l'Hérault. La liste présente les cours d'eau, généralement de plus de 10 km de longueur sauf exceptions, par ordre alphabétique, par fleuves et bassin versant, par station hydrologique, puis par organisme gestionnaire ou organisme de bassin.

## Classement par ordre alphabétique
- Agout[S 1], Arn[S 2], Aude[S 3]
- Balajade, Bédes, Bénovie, Bérange, Bitoulet, Bouissou, Boyne, Brestalou, Brèze, Briant, Buèges
- Cadoule, Capials, Casselouvre, Cesse, Cessière, Clédou, Coulazou
- Dourdou de Camarès
- Espaze
- Graveson
- Hérault[S 4], Héric
- Jaur
- Lamalou, Lantissargues, Laurounet, Lène, Lergue, Lez, Libron, Lirou (affluent de l'Orb), Lirou (affluent du Lez)
- Mare, Marguerite, Mosson
- Narbounis
- Ognon, Orb[S 5]
- Peyne
- Razil, Répudre, Rieutord, Rivernoux, Rivière de Gourdouman, Rivière de Quarante, Rivièrette du Mas Naud, Ruisseau d'Issalès, Ruisseau de Candesoubre
- Ruisseau de Saint-Georges, Salagou, Salaison, Salles, Salesse, Soulondre
- Tès, Thongue, Thoré[S 6], le Taurou
- Valentibus, Vèbre, Vène, Verdanson, Vernazobres, Vernoubre, Vidourle[S 7], Virenque, Vis.

## Classement par fleuve et bassin versant
Les principaux fleuves côtiers sont d'est en ouest le Vidourle qui marque la limite avec le département du Gard, l'Hérault, qui a donné son nom au département, et l'Orb qui arrose Béziers. À l'ouest, la vallée de l'Aude, fleuve de 224 km issu des Pyrénées dont le cours est orienté ouest-est, forme la limite avec le département du même nom.
- l'Aude, 224 km[S 3]
- l'Hérault, 81,7 km[S 4]
- l'Orb, 135,4 km[S 5]
- le Vidourle, 95,2 km[S 7]
- la Garonne, 528,7 km[S 8]
  - le Tarn, 380,2 km[S 9]
    - l'Agout, 194 km[S 1]
      - le Thoré, 61,7 km[S 6]
        - l'Arn, 55,7 km[S 2]

## Hydrologie ou station hydrologique
La Banque hydro a référencé les stations hydrologiques suivantes :
- le Vidourle (Vidourle aval) à Marsillargues[BH 1].